# Akmal Shorakhmedov
Akmal Shorahmedov (tiếng Uzbek: Akmal Shorahmedov), (sinh ngày 10 tháng 5 năm 1986) là một cầu thủ bóng đá người Uzbekistan hiện tại thi đấu ở vị trí hậu vệ cho Pakhtakor.

## Sự nghiệp
Ngày 24 tháng 2 năm 2011 Bunyodkor thông báo rằng Akmal Shorahmedov là cầu thủ của Bunyodkor cho mùa giải 2011.

## Thống kê sự nghiệp

### Câu lạc bộ
Tính đến trận đấu diễn ra ngày 1 tháng 3 năm 2016
| Câu lạc bộ          | Mùa giải            | Giải vô địch                             | Giải vô địch | Giải vô địch | Cúp Quốc gia | Cúp Quốc gia | Châu lục | Châu lục  | Siêu cúp | Siêu cúp  | Tổng    | Tổng      |
| Câu lạc bộ          | Mùa giải            | Hạng đấu                                 | Số trận      | Bàn thắng    | Số trận      | Bàn thắng    | Số trận  | Bàn thắng | Số trận  | Bàn thắng | Số trận | Bàn thắng |
| ------------------- | ------------------- | ---------------------------------------- | ------------ | ------------ | ------------ | ------------ | -------- | --------- | -------- | --------- | ------- | --------- |
| Bunyodkor           | 2011                | Giải bóng đá vô địch quốc gia Uzbekistan | 20           | 1            | 5            | 0            | 1        | 0         | -        | -         | 26      | 1         |
| Bunyodkor           | 2012                | Giải bóng đá vô địch quốc gia Uzbekistan | 22           | 2            | 7            | 1            | 8        | 1         | -        | -         | 36      | 4         |
| Bunyodkor           | 2013                | Giải bóng đá vô địch quốc gia Uzbekistan | 21           | 0            | 4            | 0            | 6        | 0         | -        | -         | 31      | 0         |
| Bunyodkor           | 2014                | Giải bóng đá vô địch quốc gia Uzbekistan | 21           | 1            | 5            | 0            | 8        | 0         | 1        | 0         | 35      | 1         |
| Bunyodkor           | 2015                | Giải bóng đá vô địch quốc gia Uzbekistan | 27           | 1            | 6            | 0            | 6        | 0         | -        | -         | 39      | 1         |
| Bunyodkor           | 2016                | Giải bóng đá vô địch quốc gia Uzbekistan | 0            | 0            | 0            | 0            | 3        | 0         | -        | -         | 3       | 0         |
| Bunyodkor           | Tổng                | Tổng                                     | 111          | 5            | 27           | 1            | 32       | 1         | 1        | 0         | 171     | 7         |
| Tổng cộng sự nghiệp | Tổng cộng sự nghiệp | Tổng cộng sự nghiệp                      | 111          | 5            | 27           | 1            | 32       | 1         | 1        | 0         | 171     | 7         |

### Quốc tế
| Đội tuyển quốc gia Uzbekistan | Đội tuyển quốc gia Uzbekistan | Đội tuyển quốc gia Uzbekistan |
| Năm                           | Số trận                       | Bàn thắng                     |
| ----------------------------- | ----------------------------- | ----------------------------- |
| 2010                          | 1                             | 0                             |
| 2011                          | 0                             | 0                             |
| 2012                          | 5                             | 0                             |
| 2013                          | 7                             | 0                             |
| 2014                          | 3                             | 0                             |
| 2015                          | 6                             | 0                             |
| 2016                          | 0                             | 0                             |
| 2017                          | 3                             | 0                             |
| 2018                          | 5                             | 0                             |
| 2019                          | 2                             | 0                             |
| Tổng                          | 33                            | 0                             |

Thống kê chính xác đến trận đấu diễn ra ngày 13 tháng 1 năm 2019

## Danh hiệu
Bunyodkor
- Giải bóng đá vô địch quốc gia Uzbekistan (2): 2011, 2013
- Á quân Giải bóng đá vô địch quốc gia Uzbekistan (1): 2012
- Cúp bóng đá Uzbekistan (2): 2012, 2013
- Siêu cúp bóng đá Uzbekistan (1): 2014